# 2025년 볼리비아 홍수
2025년 3월 26일, 볼리비아 대통령 루이스 아르세는 50명 이상의 사망자를 내고 전국적으로 대규모 이재민을 발생시킨 대홍수에 대응하여 국가 비상사태를 선포했다. 이 선포는 수개월간 이례적으로 많은 비가 볼리비아의 9개 주 전체에 영향을 미친 후에 이루어졌다.

## 기상학
볼리비아는 일반적으로 11월부터 3월까지 연간 우기를 겪는다. 그러나 볼리비아 기상청 세남히(Senamhi)의 루시아 왈퍼에 따르면, 2024-2025년 우기는 특이한 패턴을 보였으며, 2025년 3월에 강 범람에 대한 수많은 주황색 및 빨간색 경보가 발령되었다. 이러한 높은 수준의 경보는 보통 2월에 발생하지만, 이번 주기에는 4월까지 연장되었다. 장기간 지속된 강우와 강우 강도 증가는 기후 과학자와 세계 물 적응을 위한 연합과 같은 비정부 기구들이 전 지구적 기후변화로 인해 이 지역의 강수 패턴이 변화할 것이라는 예측과 일치했다.

## 영향
2025년 3월 말까지 장기간 광범위하게 발생한 홍수는 약 37만 가구의 볼리비아인들에게 영향을 미쳤으며, 10만 명 이상이 집을 잃었다. 재난의 영향은 국가의 주마다 달랐으며, 국가 비상사태 선포 이전에 당국은 한 주를 "재난 상태"로, 다른 세 주를 "비상사태"로 지정했다. 약 1,200만 명의 인구를 가진 볼리비아는 상당수의 시민들이 홍수로 피해를 입었다.

## 대응
2025년 3월 26일, 대통령 루이스 아르세는 홍수에 대응하여 국가 비상사태를 선포했다. 이 선포는 볼리비아 정부가 비상 물품 조달 절차를 간소화하고 피해 지역에 자원을 더 신속하게 배치할 수 있도록 승인했다. 대응 노력의 일환으로 수천 명의 군인이 전국에 동원되어 심각한 피해를 입은 지역 사회에 구호품을 배포했다. 재난의 광범위한 특성으로 인해 특히 외딴 지역과 인프라가 제한된 지역에서 비상 대응 노력에 어려움이 발생했다.
비상사태 선포 외에도 볼리비아 의회는 라틴 아메리카 개발 은행(CAF)으로부터 7,500만 달러의 대출을 승인할 것으로 예상되었다.